# Paisjusz (Halchim)
Paisjusz, imię świeckie Valentin Halchim – duchowny Rosyjskiej Prawosławnej Cerkwi Staroobrzędowej w Rumunii, od 2006 biskup Tulczy. Chirotonię biskupią otrzymał 12 listopada 2006.